# Grenze zwischen Rumänien und Ungarn

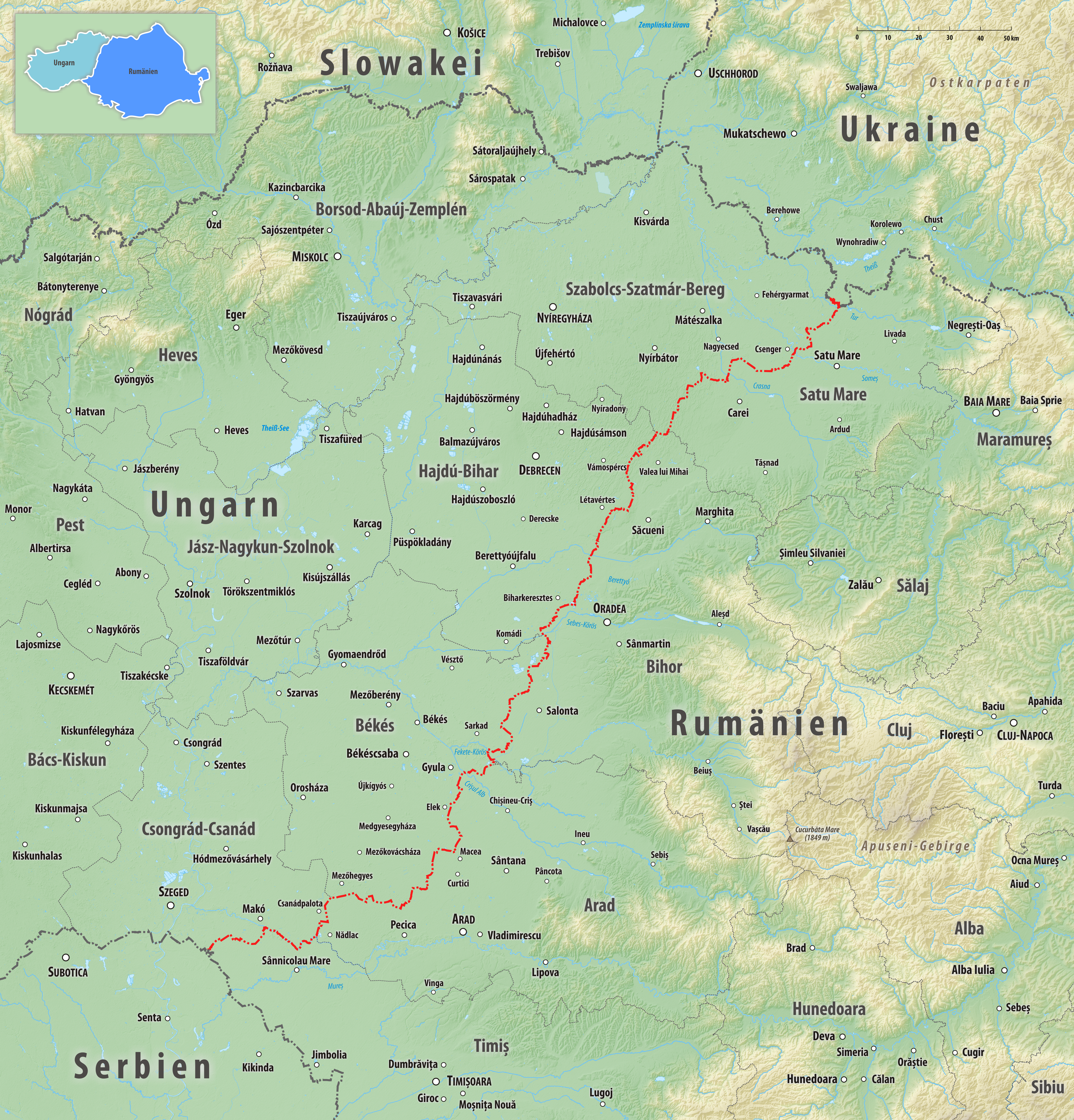
Grenzverlauf Rumänien-Ungarn

Die Grenze zwischen Rumänien und Ungarn ist eine Landgrenze in Ostmitteleuropa. Das Grenzgebiet befindet sich in der Pannonischen Tiefebene und trennt das Staatsgebiet der Republik Rumänien im Westnordwesten und dem Binnenstaat Ungarn im Osten. Die Grenze ist weitgehend eine ethnographische Grenze, die nach dem Ersten Weltkrieg durch die Pariser Vorortverträge (Vertrag von Trianon, 1920) festgelegt und nach dem Zweiten Weltkrieg durch die Pariser Friedensverträge von 1947 wiederhergestellt wurde.
Rumänien wurde zum 1. Januar 2025 Mitglied des Schengenraums (ebenso Bulgarien). Reisende per Auto und Bahn zwischen Rumänien und Ungarn müssen an den offiziellen Grenzübergängen keine Dokumente mehr vorzeigen.

## Verlauf
Von dem 3069 Kilometer gesamten Grenzverlauf Rumäniens verlaufen 447 Kilometer zu Ungarn, im Osten der Schengenstaaten.
Die politische Grenze Rumäniens zu Ungarn verläuft im Karpatenbecken in der historischen Landschaft dem Kreischgebiet. Ungarn liegt in der mitteleuropäischen Zeitzone (MEZ), Rumänien in der osteuropäischen Zeitzone (OEZ).
Die Grenze verläuft im ehemaligen Königreich Ungarn in den historischen Verwaltungsgebieten Csongrád, Békés, Hajdú und Szabolcs im heutigen Ungarn und auf der rumänischen Seite den ehemaligen Komitaten Arad, Bihar, Sathmar und Ugocsa letzteres der größte Teil in der westlichen Ukraine.

## Gemeinden an der Staatsgrenze (von Nord nach Süd)

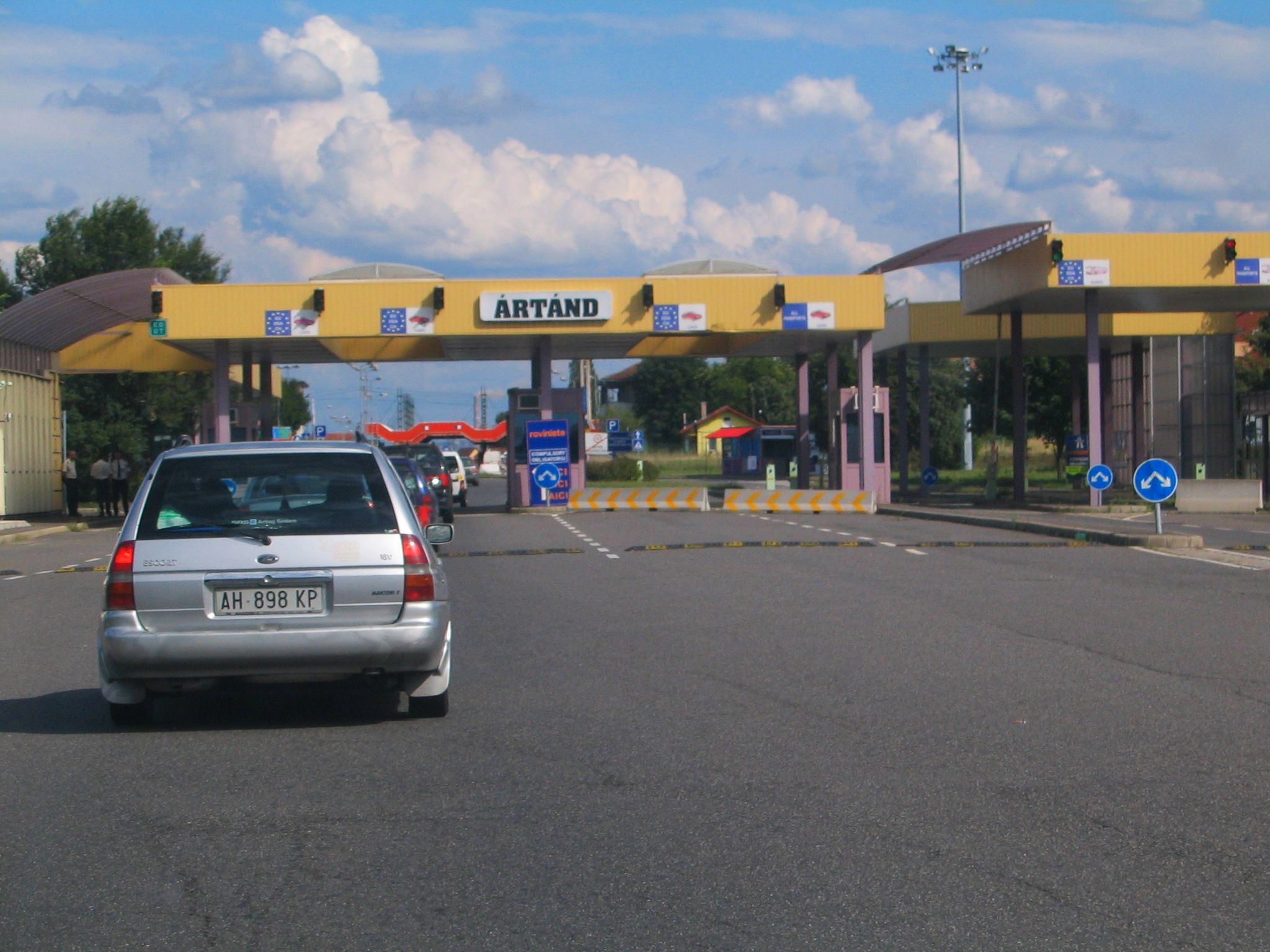
Grenzübergang Borș–Ártánd in Richtung Rumänien auf der ungarischen Seite

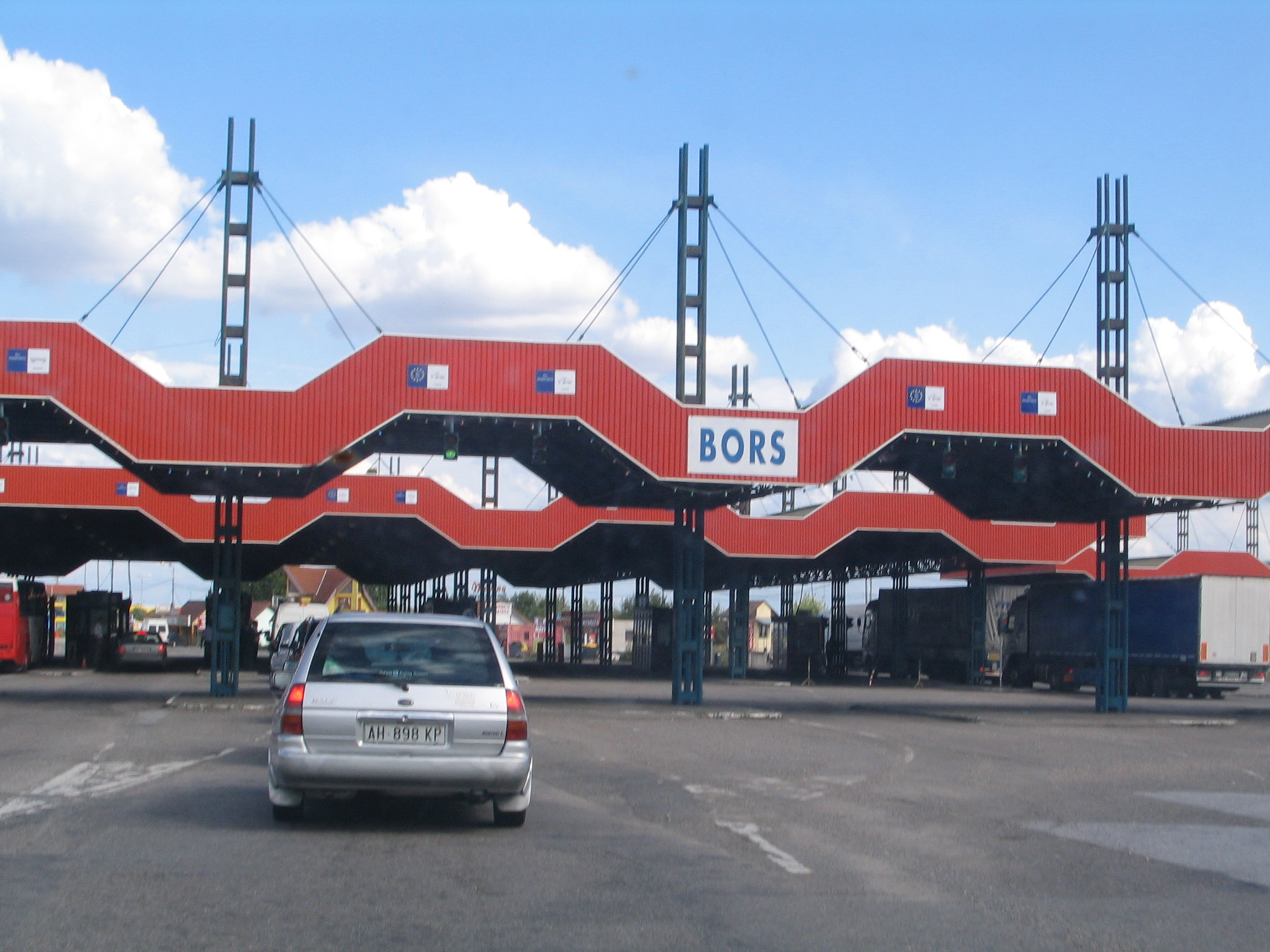
Grenzübergang Borș–Ártánd in Richtung Rumänien auf der rumänischen Seite

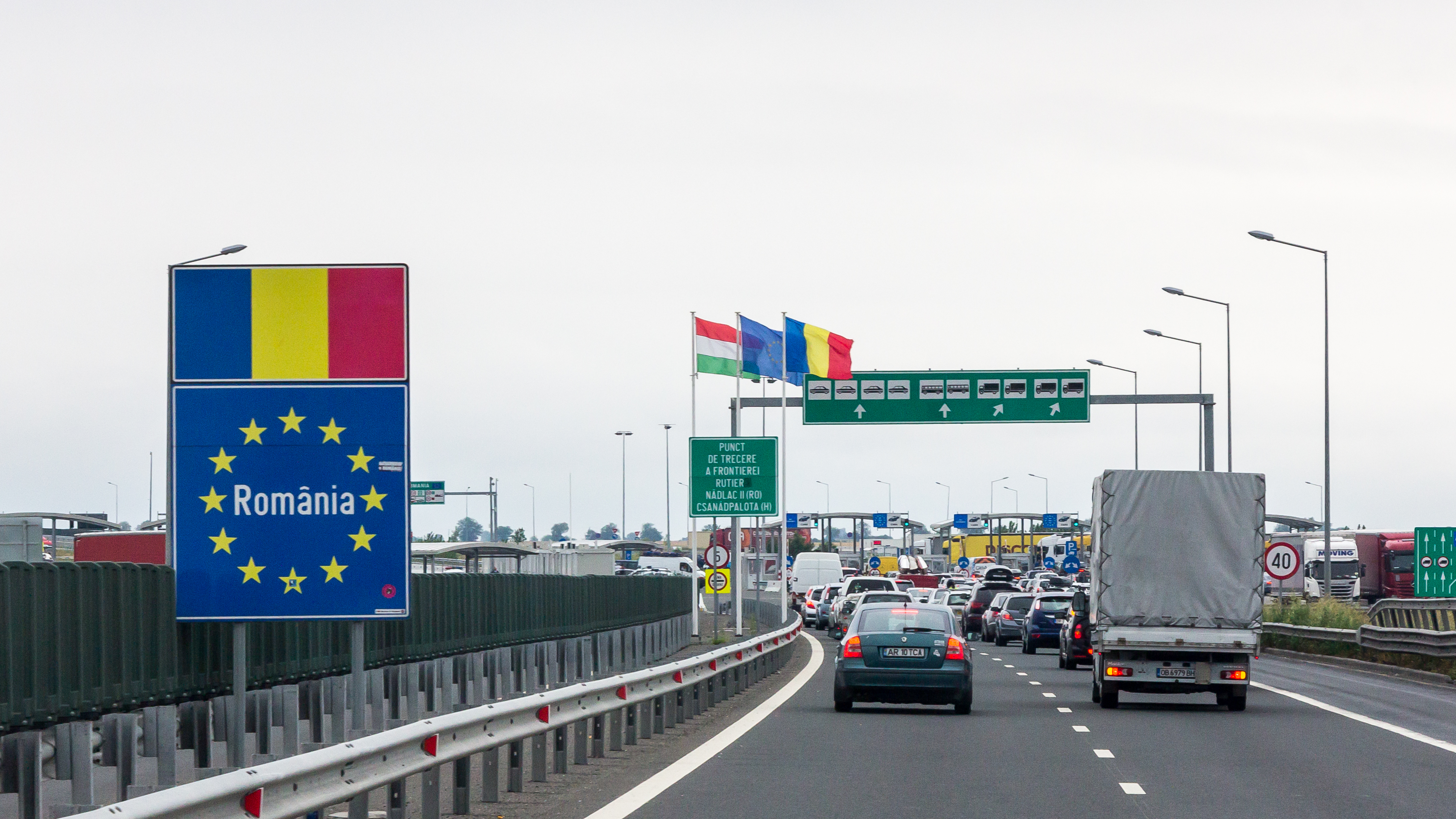
Grenzübergang Csanádpalota–Nădlac II in Richtung Rumänien auf der ungarischen Seite

| UNGARN                    | UNGARN           | UNGARN           |                                       | RUMÄNIEN   | RUMÄNIEN | RUMÄNIEN  |
| Komitat Verwaltungsbezirk | Gemeinde         | Grenz- übertritt | Grenz- übertritt                      | Gemeinde   | Kreis    |           |
| ------------------------- | ---------------- | ---------------- | ------------------------------------- | ---------- | -------- | --------- |
| Ukraine                   |                  |                  |                                       |            |          |           |
| Szabolcs-Szatmár-Bereg    | Garbolc          |                  | P a n o n i s c h e T i e f e b e n e |            | Lazuri   | Satu Mare |
| Szabolcs-Szatmár-Bereg    | Méhtelek         |                  | P a n o n i s c h e T i e f e b e n e |            | Lazuri   | Satu Mare |
| Szabolcs-Szatmár-Bereg    | Zajta            |                  | P a n o n i s c h e T i e f e b e n e |            | Lazuri   | Satu Mare |
| Szabolcs-Szatmár-Bereg    | Dorolț           |                  | P a n o n i s c h e T i e f e b e n e |            |          | Satu Mare |
| Szabolcs-Szatmár-Bereg    | Rozsály          |                  | P a n o n i s c h e T i e f e b e n e |            |          | Satu Mare |
| Szabolcs-Szatmár-Bereg    | Csengersima      |                  | P a n o n i s c h e T i e f e b e n e |            |          | Satu Mare |
| Szabolcs-Szatmár-Bereg    | Komlódtótfalu    |                  | P a n o n i s c h e T i e f e b e n e |            |          | Satu Mare |
| Szabolcs-Szatmár-Bereg    | Csenger          |                  | P a n o n i s c h e T i e f e b e n e |            |          | Satu Mare |
| Szabolcs-Szatmár-Bereg    | Vetiș            |                  | P a n o n i s c h e T i e f e b e n e |            |          | Satu Mare |
| Szabolcs-Szatmár-Bereg    | Doba             |                  | P a n o n i s c h e T i e f e b e n e |            |          | Satu Mare |
| Szabolcs-Szatmár-Bereg    | Csengerújfalu    |                  | P a n o n i s c h e T i e f e b e n e |            |          | Satu Mare |
| Szabolcs-Szatmár-Bereg    | Căpleni          |                  | P a n o n i s c h e T i e f e b e n e |            |          | Satu Mare |
| Szabolcs-Szatmár-Bereg    | Berveni          |                  | P a n o n i s c h e T i e f e b e n e |            |          | Satu Mare |
| Szabolcs-Szatmár-Bereg    | Ura              |                  | P a n o n i s c h e T i e f e b e n e |            |          | Satu Mare |
| Szabolcs-Szatmár-Bereg    | Tyukod           |                  | P a n o n i s c h e T i e f e b e n e |            |          | Satu Mare |
| Szabolcs-Szatmár-Bereg    | Tiborszállás     |                  | P a n o n i s c h e T i e f e b e n e |            |          | Satu Mare |
| Szabolcs-Szatmár-Bereg    | Mérk             |                  | P a n o n i s c h e T i e f e b e n e |            |          | Satu Mare |
| Szabolcs-Szatmár-Bereg    | Vállaj           |                  | P a n o n i s c h e T i e f e b e n e |            |          | Satu Mare |
| Szabolcs-Szatmár-Bereg    | Schönthal        |                  | P a n o n i s c h e T i e f e b e n e |            |          | Satu Mare |
| Szabolcs-Szatmár-Bereg    | Terem            |                  | P a n o n i s c h e T i e f e b e n e |            |          | Satu Mare |
| Szabolcs-Szatmár-Bereg    | Bátorliget       |                  | P a n o n i s c h e T i e f e b e n e |            |          | Satu Mare |
| Szabolcs-Szatmár-Bereg    | Fienen           |                  | P a n o n i s c h e T i e f e b e n e |            |          | Satu Mare |
| Szabolcs-Szatmár-Bereg    | Schamagosch      |                  | P a n o n i s c h e T i e f e b e n e |            |          | Satu Mare |
| Szabolcs-Szatmár-Bereg    | Ömböly           |                  | P a n o n i s c h e T i e f e b e n e |            |          | Satu Mare |
| Szabolcs-Szatmár-Bereg    | Sanislău         |                  | P a n o n i s c h e T i e f e b e n e |            |          | Satu Mare |
| Szabolcs-Szatmár-Bereg    | Penészlek        |                  | P a n o n i s c h e T i e f e b e n e |            | Pișcolt  | Satu Mare |
| Szabolcs-Szatmár-Bereg    | Penészlek        |                  | P a n o n i s c h e T i e f e b e n e | Curtuișeni | Bihor    |           |
| Szabolcs-Szatmár-Bereg    | Penészlek        | Valea lui Mihai  | P a n o n i s c h e T i e f e b e n e |            | Bihor    |           |
| Hajdú-Bihar               | Fülöp            |                  | P a n o n i s c h e T i e f e b e n e |            | Bihor    |           |
| Hajdú-Bihar               | Nyírábrány       |                  | P a n o n i s c h e T i e f e b e n e |            | Bihor    |           |
| Hajdú-Bihar               | Șimian           |                  | P a n o n i s c h e T i e f e b e n e |            | Bihor    |           |
| Hajdú-Bihar               | Bagamér          |                  | P a n o n i s c h e T i e f e b e n e |            | Bihor    |           |
| Hajdú-Bihar               | Álmosd           |                  | P a n o n i s c h e T i e f e b e n e |            | Bihor    |           |
| Hajdú-Bihar               | Săcueni          |                  | P a n o n i s c h e T i e f e b e n e |            | Bihor    |           |
| Hajdú-Bihar               | Diosig           |                  | P a n o n i s c h e T i e f e b e n e |            | Bihor    |           |
| Hajdú-Bihar               | Kokad            |                  | P a n o n i s c h e T i e f e b e n e |            | Bihor    |           |
| Hajdú-Bihar               | Létavértes       |                  | P a n o n i s c h e T i e f e b e n e |            | Bihor    |           |
| Hajdú-Bihar               | Pocsaj           |                  | P a n o n i s c h e T i e f e b e n e |            | Bihor    | Roșiori   |
| Hajdú-Bihar               | Kismarja         |                  | P a n o n i s c h e T i e f e b e n e |            | Bihor    | Roșiori   |
| Hajdú-Bihar               | Tămășeu          |                  | P a n o n i s c h e T i e f e b e n e |            | Bihor    |           |
| Hajdú-Bihar               | Nagykereki       |                  | P a n o n i s c h e T i e f e b e n e |            | Bihor    |           |
| Hajdú-Bihar               | Biharia          |                  | P a n o n i s c h e T i e f e b e n e |            | Bihor    |           |
| Hajdú-Bihar               | Borș             |                  | P a n o n i s c h e T i e f e b e n e |            | Bihor    |           |
| Hajdú-Bihar               | Ártánd           |                  | P a n o n i s c h e T i e f e b e n e |            | Bihor    |           |
| Hajdú-Bihar               | Girișu de Criș   |                  | P a n o n i s c h e T i e f e b e n e |            | Bihor    |           |
| Hajdú-Bihar               | Biharkeresztes   |                  | P a n o n i s c h e T i e f e b e n e |            | Bihor    |           |
| Hajdú-Bihar               | Berekböszörmény  |                  | P a n o n i s c h e T i e f e b e n e |            | Bihor    | Toboliu   |
| Hajdú-Bihar               | Körösszegapáti   |                  | P a n o n i s c h e T i e f e b e n e |            | Bihor    | Toboliu   |
| Békés                     | Körösnagyharsány |                  | P a n o n i s c h e T i e f e b e n e |            | Bihor    | Toboliu   |
| Békés                     | Körösnagyharsány | Sânnicolau Român | P a n o n i s c h e T i e f e b e n e |            | Bihor    |           |
| Békés                     | Biharugra        |                  | P a n o n i s c h e T i e f e b e n e |            | Bihor    |           |
| Békés                     | Cefa             |                  | P a n o n i s c h e T i e f e b e n e |            | Bihor    |           |
| Békés                     | Geszt            |                  | P a n o n i s c h e T i e f e b e n e |            | Bihor    |           |
| Békés                     | Mădăras          |                  | P a n o n i s c h e T i e f e b e n e |            | Bihor    |           |
| Békés                     | Salonta          |                  | P a n o n i s c h e T i e f e b e n e |            | Bihor    |           |
| Békés                     | Mezőgyán         |                  | P a n o n i s c h e T i e f e b e n e |            | Bihor    |           |
| Békés                     | Újszalonta       |                  | P a n o n i s c h e T i e f e b e n e |            | Bihor    |           |
| Békés                     | Méhkerék         |                  | P a n o n i s c h e T i e f e b e n e |            | Bihor    |           |
| Békés                     | Kötegyán         |                  | P a n o n i s c h e T i e f e b e n e |            | Bihor    |           |
| Békés                     | Ciumeghiu        |                  | P a n o n i s c h e T i e f e b e n e |            | Bihor    |           |
| Békés                     | Avram Iancu      |                  | P a n o n i s c h e T i e f e b e n e |            | Bihor    |           |
| Békés                     | Sarkad           |                  | P a n o n i s c h e T i e f e b e n e |            | Bihor    |           |
| Békés                     | Gyula            |                  | P a n o n i s c h e T i e f e b e n e |            | Bihor    |           |
| Békés                     |                  | Zerind           | P a n o n i s c h e T i e f e b e n e | Arad       |          |           |
| Békés                     | Pilu             |                  | P a n o n i s c h e T i e f e b e n e | Arad       |          |           |
| Békés                     | Elek             |                  | P a n o n i s c h e T i e f e b e n e | Arad       |          |           |
| Békés                     | Grăniceri        |                  | P a n o n i s c h e T i e f e b e n e | Arad       |          |           |
| Békés                     | Lőkösháza        |                  | P a n o n i s c h e T i e f e b e n e | Arad       |          |           |
| Békés                     | Macea            |                  | P a n o n i s c h e T i e f e b e n e | Arad       |          |           |
| Békés                     | Curtici          |                  | P a n o n i s c h e T i e f e b e n e | Arad       |          |           |
| Békés                     | Kevermes         |                  | P a n o n i s c h e T i e f e b e n e | Arad       |          |           |
| Békés                     | Dorobanți        |                  | P a n o n i s c h e T i e f e b e n e | Arad       |          |           |
| Békés                     | Dombegyház       |                  | P a n o n i s c h e T i e f e b e n e | Arad       |          |           |
| Békés                     | Iratoșu          |                  | P a n o n i s c h e T i e f e b e n e | Arad       |          |           |
| Békés                     | Pecica           |                  | P a n o n i s c h e T i e f e b e n e | Arad       |          |           |
| Békés                     | Battonya         |                  | P a n o n i s c h e T i e f e b e n e | Arad       |          |           |
| Békés                     | Peregu Mare      |                  | P a n o n i s c h e T i e f e b e n e | Arad       |          |           |
| Békés                     | Mezőhegyes       |                  | P a n o n i s c h e T i e f e b e n e | Arad       |          |           |
| Békés                     | Nădlac           |                  | P a n o n i s c h e T i e f e b e n e | Arad       |          |           |
| Csongrád-Csanád           | Csanádpalota     |                  | P a n o n i s c h e T i e f e b e n e | Arad       |          |           |
| Csongrád-Csanád           | Csanádpalota     | M u r e ș        |                                       | Saravale   | Timiș    |           |
| Csongrád-Csanád           | Magyarcsanád     | M u r e ș        |                                       | Saravale   | Timiș    |           |
| Csongrád-Csanád           | Sânnicolau Mare  | M u r e ș        |                                       |            | Timiș    |           |
| Csongrád-Csanád           | Cenad            | M u r e ș        |                                       |            | Timiș    |           |
| Csongrád-Csanád           | Apátfalva        | M u r e ș        |                                       |            | Timiș    |           |
| Csongrád-Csanád           | Makó             | M u r e ș        |                                       |            | Timiș    |           |
| Csongrád-Csanád           | Kiszombor        |                  |                                       |            | Timiș    |           |
| Csongrád-Csanád           | Dudeștii Vechi   |                  |                                       |            | Timiș    |           |
| Csongrád-Csanád           | Beba Veche       |                  |                                       |            | Timiș    |           |
| Csongrád-Csanád           | Kübekháza        |                  |                                       |            | Timiș    |           |
| Serbien                   |                  |                  |                                       |            |          |           |

## Grenzübergänge
Am 11. Juli 2015 wurde der Grenzübergang Nădlac II – Csanádpalota eröffnet. Zeitgleich mit den Autobahnabschnitten zwischen Makó und der Anschlussstelle Nădlac der Autópálya M43 bzw. Autostradă A1. Dies stellt die erste Autobahnverbindung zwischen Rumänien und Ungarn dar. Als weiterer Autobahngrenzübergang wurde am 4. September 2020 der Grenzübergang Borş II - Nagykereki eröffnet. Zeitgleich mit den Autobahnabschnitte zwischen Berettyóújfalu und Nagykereki bzw. Borș - Biharia der Autópálya M4 bzw. Autostradă A3.
Grenzübergänge zwischen Rumänien und Ungarn befinden sich:
| Straßenverkehr        | Straßenverkehr | Straßenverkehr | Straßenverkehr | Straßenverkehr          |
| Ortschaften in Ungarn |                |                |                | Ortschaften in Rumänien |
| --------------------- | -------------- | -------------- | -------------- | ----------------------- |
| Csengersima           | F49            | (⊙)            | DN19A          | Petea                   |
| Vállaj                | 4915           | (⊙)            | DN1F           | Urziceni                |
| Nyírábrány            | F48            | (⊙)            | DN19C          | Valea lui Mihai         |
| Létavértes            | F47            | (⊙)            | DN19D          | Săcuieni                |
| Nagykereki            | M4             | (⊙)            | A3             | Borș II                 |
| Ártánd                | F42            | (⊙)            | DN1            | Borș I                  |
| Méhkerék              | 4252           | (⊙)            | DN79B          | Salonta                 |
| Gyula                 | F44            | (⊙)            | DN79A          | Vârșand                 |
| Battonya              | 4455           | (⊙)            | DN7B           | Turnu                   |
| Csanádpalota          | M43            | (⊙)            | A1             | Nădlac II               |
| Nagylak               | F43            | (⊙)            | DN7            | Nădlac I                |
| Kiszombor             | F431           | (⊙)            | DN6            | Cenad                   |

| Bahnverkehr                            | Bahnverkehr |
|                                        |             |
| -------------------------------------- | ----------- |
| Bahnstrecke Debrecen–Sighetu Marmației | (⊙)         |
| Bahnstrecke Mátészalka–Carei           | (⊙)         |
| Bahnstrecke Püspökladány–Oradea        | (⊙)         |
| Bahnstrecke Békéscsaba–Oradea          | (⊙)         |
| Bahnstrecke Szolnok–Arad               | (⊙)         |